# Компаньи, Дино

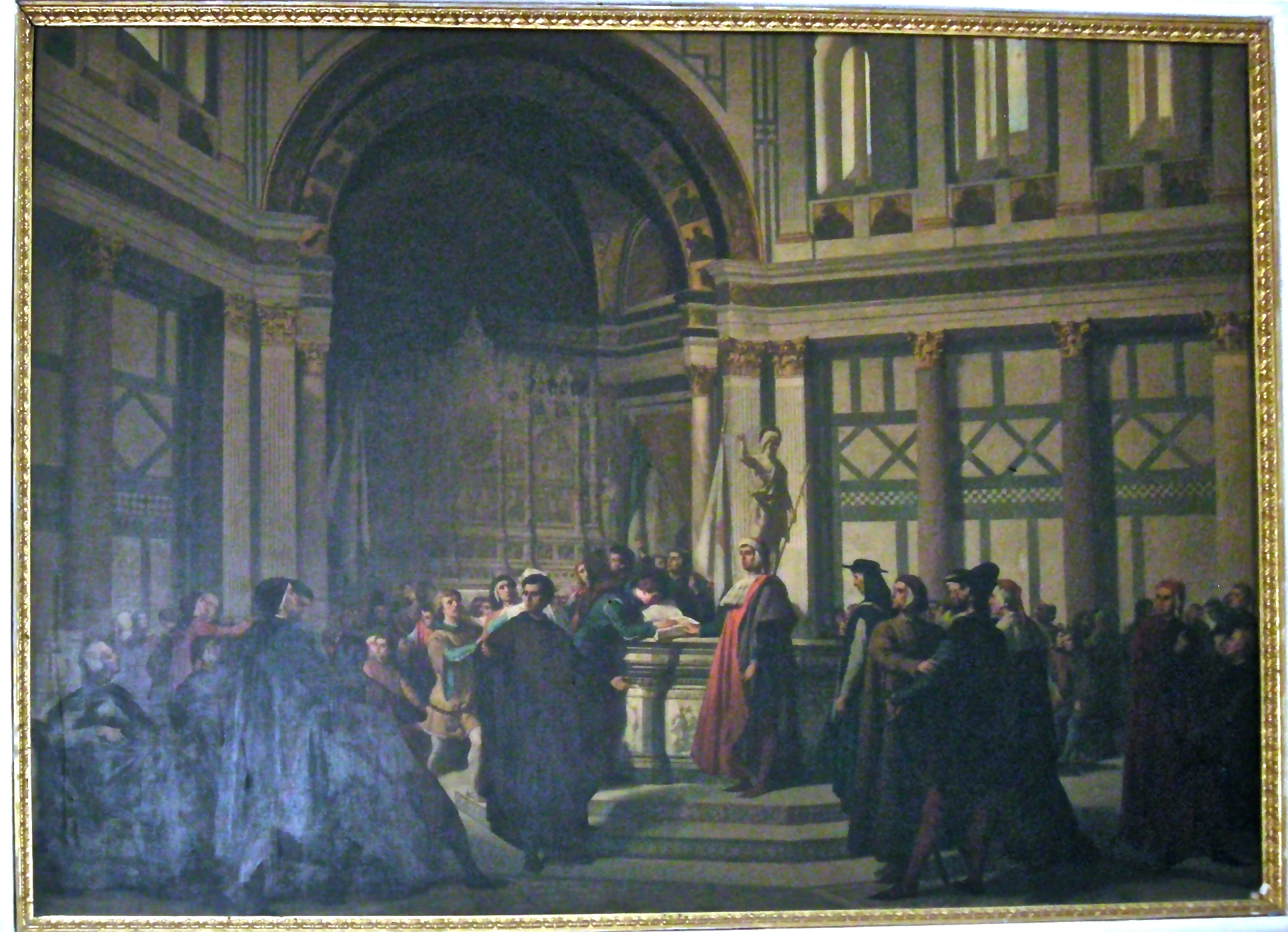
Компаньи примиряет гвельфов и гибеллинов на проповеди в церкви Сан-Джованни. Худ. Антонио Пуччинелли

Дино (Альдобрандино или Ильдебрандино) Компаньи (итал. Dino Compagni; около 1255, Флоренция — 26 февраля 1324, там же) — итальянский историк, писатель

, поэт, хронист и политический деятель.
Автор «Хроники событий, произошедших в его время» (итал. Cronica di Dino Compagni delle cose occorrenti ne’ tempi suoi), или «Истории Флоренции» (итал. Historia florentina), одного из первых и наиболее примечательных памятников итальянской историографии.

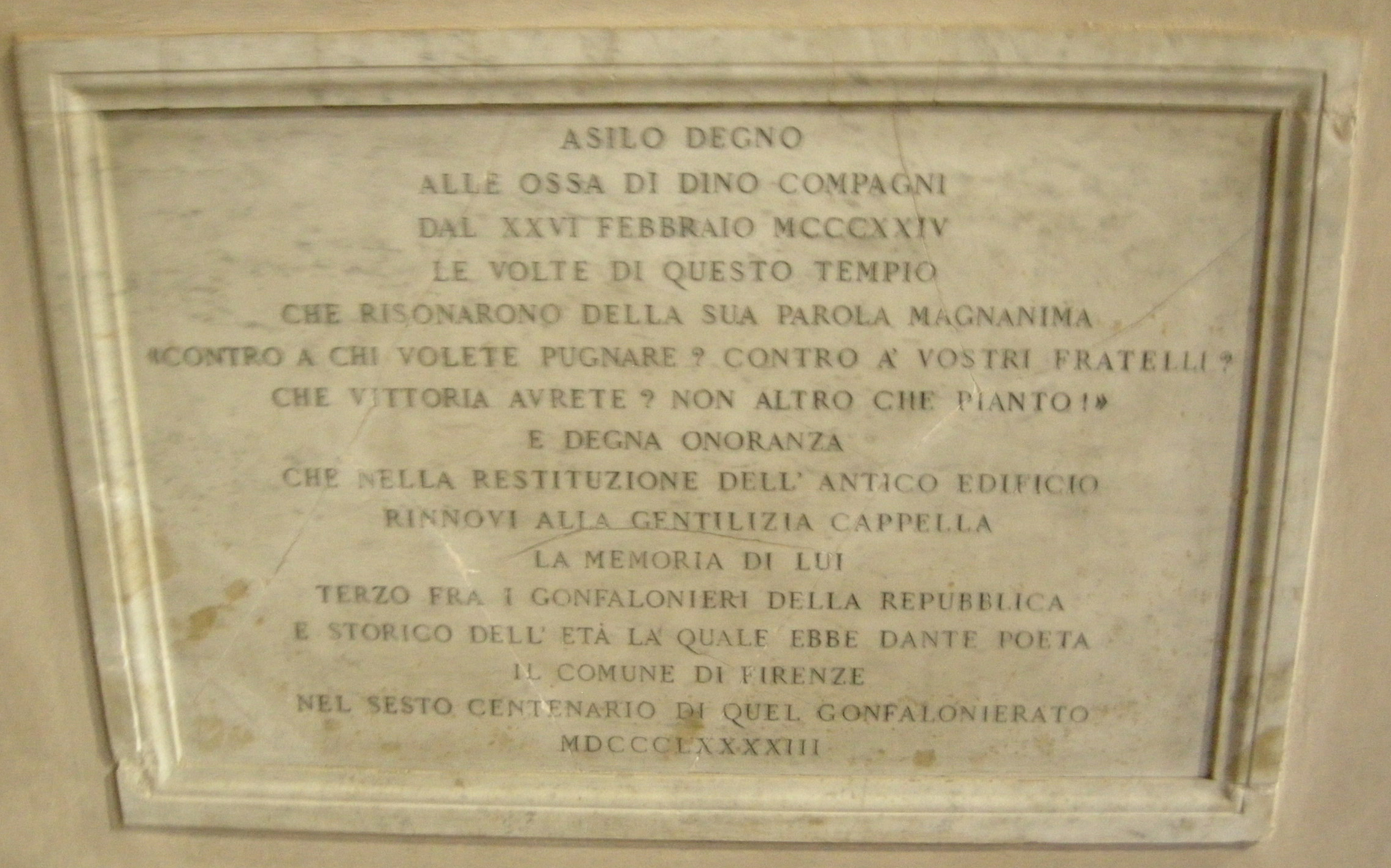
Мемориальная плита Д. Компаньи в церкви Санта-Тринита (Флоренция)

## Биография
Выходец из сословия пополанов, родился около 1255 года в семье купца Компаньо ди Перино; мать была дочерью Манетто Скали. Вероятно, был младшим из пяти братьев. Об образовании его ничего не известно, но, судя по познаниям в риторике и грамматике, а также литературному стилю сохранившихся сочинений, он явно выделялся из представителей его сословного окружения.
Будучи торговцем сукном, он являлся также членом цеха шелкоделов, занимая в нём должность консула в 1284, 1288, 1291 и 1294 годах. С 1280 года был членом флорентийской гильдии торговцев шёлком «Arte di Por Santa Maria».
В 1282 году он принял участие в учреждении народного правительства — приората, или Синьории, избираемой из представителей старших цехов, входил в число «мудрых» — экспертов по общественным делам Совета городской коммуны. Дважды избирался приором (с 15 апреля по 15 июня 1289 и в 1301 году), в 1293 году был избран гонфалоньером справедливости, в каковой должности подписал в том же году мир в Пизе, устанавливающий главенство Флоренции в Тоскане. Противник феодалов, сторонник гражданского мира и реформ Джано делла Белла и политический соратник Данте, он сознательно противопоставляет в своей хронике «природную» агрессивность, склонность к насилию и преступлениям представителей знати, привыкших к жизни в замках и сельской местности, цивилизованному обществу горожан, имеющих преимущественно «добрые нравы».
После разделения флорентийцев на гвельфов и гибеллинов партия гвельфов разделилась на две фракции: на верных Корсо Донати «чёрных гвельфов», состоявших из магнатов и зажиточных горожан, связанных с торговлей и капиталом, и «белых гвельфов», выступавших за независимость Флоренции от папской власти, Компаньи вместе с Данте выступил на стороне «белых гвельфов», и 1302 году вместе с Данте был приговорён к изгнанию из Флоренции вместе с группой единомышленников. Спасло его то, что, согласно закону, гражданин, бывший приором в течение последнего года, не мог быть выслан из города.
Когда Карл Валуа, кандидат папы Бонифация VIII, собирался прибыть во Флоренцию, Компаньи, стремясь предотвратить народное возмущение, собрал граждан в церкви Сан-Джованни, пытаясь успокоить их и пресечь беспорядки.
Оставаясь жить в городе на положении «внутреннего эмигранта», занимался торговлей. В этот период, около 1306 года начал писать свою «Хронику», охватывающую события во Флорентийской республике с 1280 по 1312 год.
Согласно документу от 1307 года, он являлся главой компании торговцев шёлков «Dino Compagni et sotii», в которую входило тридцать шесть человек, которые обязывались выплатить сумму в 4000 флоринов, согласованную в таможенном договоре с Генуей. Весной 1320 года он ещё числился среди членов гильдии «Arte di Por Santa Maria» вместе с сыновьями Никколо и Чианго, а 7 февраля того же года сообщил нотариусу имена своих деловых партнёров, включая сыновей Никколо, Джованни и Камбио Альбицци, а также некого Бонаккорсо ди сер Бернардо.
Умер он во Флоренции 26 февраля 1324 года и был похоронен в церкви валломброзиан Санта-Тринита.

## Хроника
Составленная Компаньи «Хроника событий, произошедших в его время» (итал. Cronica di Dino Compagni delle cose occorrenti ne’ tempi suoi) в трёх книгах содержит сведения главным образом по политической и военной истории Флоренции XIII — начала XIV веков, и является ранним памятником народного итальянского языка, редким до своей живости и колориту. В отличие от своего старшего современника Салимбене Пармского, Кампаньи написал её не на латыни, а на местном тосканском диалекте.
Менее яркая и красочная, чем сочинение Салимбене, хроника Кампаньи отличается от него также значительно большей упорядоченностью и доходчивостью стиля, подробно освещая события местной городской жизни, особенно за период 1300—1308 годов, который характеризуется обострением борьбы между чёрными и белыми гвельфами. Примечательно, что Компаньи в своей хронике выступает не только как автор, но и как непосредственный участник событий, стиль которого отличается у принятого у современных ему хронистов, последовательно излагавших известные им факты без какой-то их интерпретации. В противоположность им, Компаньи излагает свой материал не только в хронологической, но и в логической последовательности, подробно описывая политическую борьбу, в которой его партия потерпела поражение. «Читая немногословные страницы хроники Дино Компаньи, — писал советский историк Ренессанса М. А. Гуковский, — мы как бы вступаем на узкие шумные улицы Флоренции, видим собственными глазами кипение ее политической и экономической жизни».
«Хроника» Кампаньи — не только важный исторический документ, но и текст, обладающий несомненными художественными достоинствами. Некоторые выведенные в ней исторические портреты обладают подлинной скульптурной мощью, а описания народных настроений местами обрисованы с глубоким психологическим проникновением в суть происходящего. Некоторые исследователи называют Дино одним из зачинателей итальянской прозы, другие называют его хронику «дневником политика», в противоположность флорентийским купеческим хроникам Донато Веллути, Бонаккорсо Питти, Грегорио Дати и др., однако, в отличие от традиционных мемуаров, в ней не прослеживается никакой исповедальности или попыток самоотчёта.
Впервые «Хроника» Кампаньи была издана в 1726 году в Милане церковным историком Лудовико Антонио Муратори в 9 томе подготовленного им свода «Rerum Italicarum scriptores», и затем неоднократно издавалась и переводилась. Наиболее авторитетным изданием считается выпущенное в 1909 году в Читта-ди-Кастелло, подготовленное историком и писателем Исидоро дель Лунго для новой серии «Rerum Italicarum scriptores».
Является также автором поэм, в частности, «О достоинстве», в которой резюмирует чаяния поколения интеллектуалов Данте, ряда сонетов и канцон, в том числе «Амур побуждает меня…» (итал. Amor mi sforza), где образно характеризует достоинства и добродетели различных сословий современного ему общества, а также, возможно, аллегорической поэмы «Смышлёность» (итал. L' intelligenza).
Первым браком женат был на Филиппе, от которой имел 6 детей: Никколо, Чанго, Бартоломео, Тору, Маддалену, Дину. Вторым браком женат был на Чекке ди Пуччо ди Бенвенуто из Форли.

## Издания
- Компаньи Дино. Хроника событий, случившихся в его время / Пер. М. А. Юсима. — М.: Канон+, РООИ «Реабилитация», 2015. — 304 с.: ил. — ISBN 978-5-88373-451-8.
- Dino Compagni: Cronica delle cose occorrenti ne’ tempi suoi. Hrsg. von Isidoro Del Lungo. In: Rerum Italicarum Scriptores N.S. Bd. 9,2. Città di Castello 1913.
- Dino Compagni: Cronica. Hrsg. von Gino Luzzatto. Turin 1968 (online; PDF; 393 kB).
- Dino Compagni’s Chronicle of Florence. Übersetzt von Daniel E. Bornstein. Philadelphia 1986.
- Ida Schwartz (Übersetzerin): Chronik des Dino Compagni von den Dingen, die zu seiner Zeit geschehen sind. Diederichs, Jena 1914 (online).